# Veronika Franz

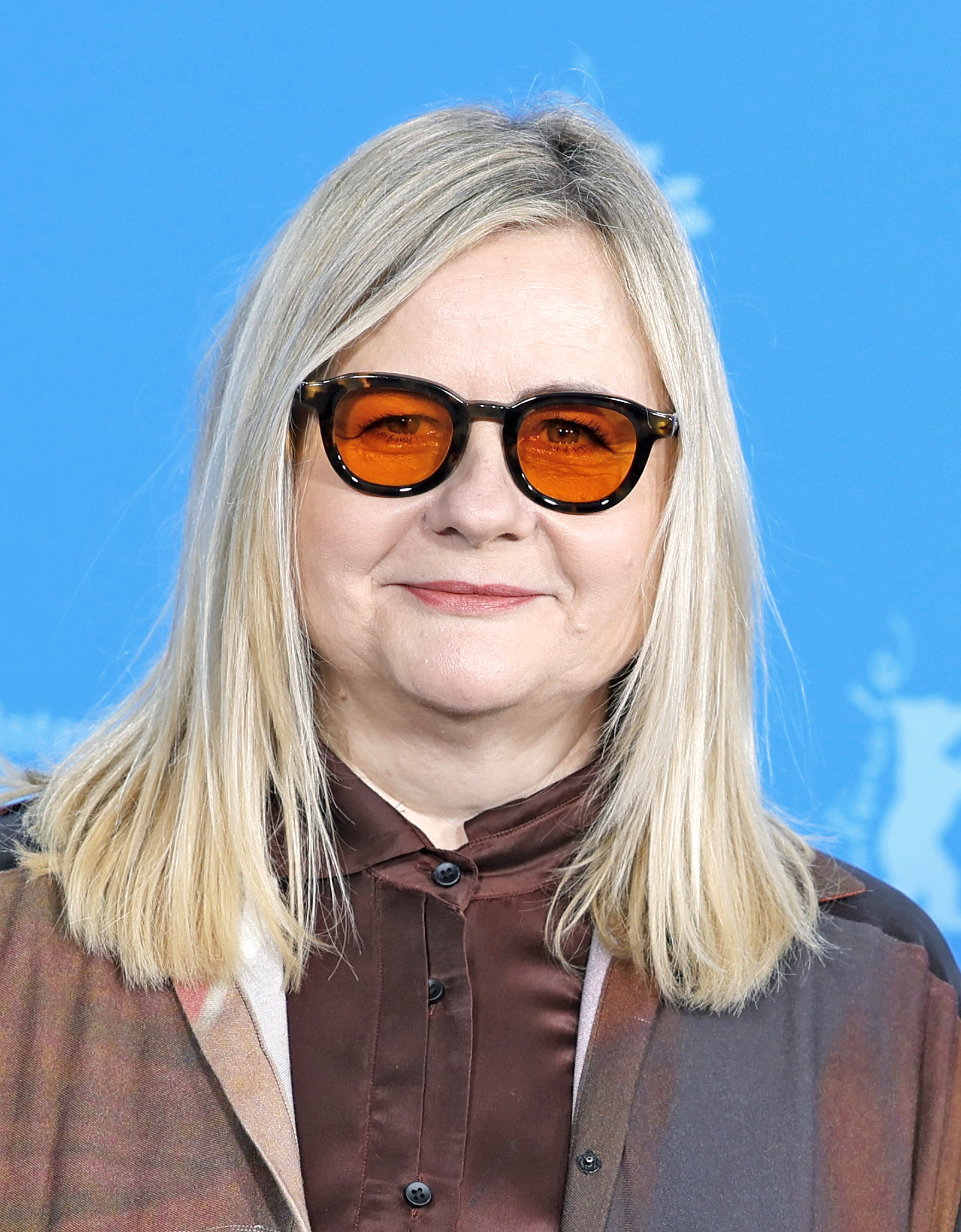
Veronika Franz auf der Berlinale 2024

Veronika Franz (* 1965 in Wien) ist eine österreichische Drehbuchautorin und Filmregisseurin.

## Leben
Veronika Franz studierte Germanistik und Philosophie und war als Filmkritikerin und Kolumnistin für die Tageszeitung Kurier tätig. Als langjährige künstlerische Kollaborateurin begleitet sie seit 1997 Regisseur und Produzent Ulrich Seidl. Sie schrieb mit ihm u. a. die Drehbücher zu Hundstage (2001), Import Export (2007), und die Paradies-Trilogie (2012/2013). 2003 gründete Franz gemeinsam mit Seidl die Ulrich Seidl Film Produktion.
Ihr Regiedebüt gab sie 2012 gemeinsam mit Severin Fiala, dem Neffen von Ulrich Seidl, mit einer Dokumentation über Peter Kern. Im Film Ich seh Ich seh führten die beiden zum ersten Mal gemeinsam bei einem Spielfilm Regie, für das sie auch das Drehbuch schrieb. Der Film hatte bei den Filmfestspielen Venedig Premiere und gewann in der Folge mehrfache Auszeichnungen, darunter der „Melies d'or“ für den besten europäischen Genrefilm des Jahres 2015. Ich seh Ich seh wurde auch als österreichischer Beitrag zum Auslandsoscar gesandt. Beim Österreichischen Filmpreis 2016 wurde sie gemeinsam mit Fiala in den Kategorien Beste Regie und Bester Spielfilm ausgezeichnet. Ein US-Remake des Films mit Naomi Watts in der Hauptrolle entstand, produziert von der Produktionsfirma Animal Kingdom (It Follows, It Comes at Night) und finanziert von Amazon. Die Erstausstrahlung fand am 16. September 2022 statt.
The Lodge (u. a. mit Riley Keogh), der erste englischsprachige Spielfilm des Regieduos wurde von Hammerfilm und Film Nation (The Arrival) produziert. Seine Weltpremiere feierte er beim Sundance Film Festival 2019. Mit dem Film Des Teufels Bad wurde sie in den Wettbewerb um den Goldenen Bären der Berlinale 2024 eingeladen.
Veronika Franz ist Mitglied der Akademie des Österreichischen Films. 2020 wurde sie als Jurymitglied der 77. Internationalen Filmfestspiele von Venedig berufen.

## Filmografie (Auswahl)
- 2001: Hundstage (Drehbuch)
- 2003: Jesus, du weißt (Drehbuch)
- 2007: Import Export (Drehbuch)
- 2012: Paradies: Liebe (Drehbuch, künstlerische Mitarbeit)
- 2012:  Kern (Regie und Drehbuch)
- 2012: Paradies: Glaube (Drehbuch, künstlerische Mitarbeit)
- 2013: Paradies: Hoffnung (Drehbuch, künstlerische Mitarbeit)
- 2014: Im Keller (Drehbuch)
- 2014: Ich seh Ich seh (Regie und Drehbuch, gemeinsam mit Severin Fiala)
- 2016: Safari (Drehbuch)
- 2018: Die Sünderinnen vom Höllfall (Kurzfilm aus der Anthologie The Field Guide to Evil, auch Die Trud; Regie und Drehbuch)[9]
- 2019: The Lodge (Regie und Drehbuch, gemeinsam mit Severin Fiala)
- 2022: Rimini (Drehbuch)
- 2022: Sparta (Drehbuch)
- 2022: Servant (Staffel 3, Folge 9 Commitment); Regie gemeinsam mit Severin Fiala
- 2023: Servant (Staffel 4, Folge 10. Fallen); Regie gemeinsam mit Severin Fiala
- 2024: Des Teufels Bad (Drehbuch und Regie gemeinsam mit Severin Fiala)

## Auszeichnungen und Nominierungen
- 2012: Goldene Taube der Medienstiftung im Rahmen des Leipziger DOK-Filmfestivals für den Film Kern (zusammen mit Severin Fiala)
- 2013: Österreichischer Filmpreis – Nominierung in der Kategorie bestes Drehbuch für Paradies: Liebe
- 2015: Thomas-Pluch-Drehbuchpreis – Spezialpreis der Jury für Ich seh ich seh
- 2015: Europäischer Filmpreis  – Nominierung für Ich seh ich seh in der Kategorie Bester Erstlingsfilm
- 2015: Großer Diagonale-Preis für Ich seh ich seh als bester Spielfilm[10]
- 2015: Wiener Filmpreis im Rahmen der Viennale für Ich seh ich seh[11]
- 2016: Österreichischer Filmpreis – Auszeichnung in den Kategorien Beste Regie und Bester Spielfilm für Ich seh ich seh
- 2020: Nominierung zur Österreicherin des Jahres in der Kategorie Kulturerebe[12]
- 2024: Nominierung für den Goldenen Bären (und Silberner Bär für Kamera) bei der Berlinale 2024 für Des Teufels Bad[13]
- 2024: Nominierung für den Teddy Award für Des Teufels Bad[14]
- 2024: Thomas-Pluch-Drehbuchpreis – Auszeichnung mit dem Hauptpreis, Nominierung für den Spezialpreis der Jury für Des Teufels Bad[15]
- 2024: Österreichischer Filmpreis – Auszeichnung in der Kategorie Bester Spielfilm,[16] Nominierung in den Kategorien Beste Regie und Bestes Drehbuch für Des Teufels Bad[17]